# مداوروش
مداوروش أو مادور (بالأمازيغية : ⵎⴰⴷⵓⵔ) بلدية من بلديات ولاية سوق أهراس بالجزائر، تقع على بعد 50 كم في الجنوب الشرقي لولاية سوق أهراس ويبلغ عدد سكانها حوالي 60 الف نسمة، هذه المدينة النوميدية التي تطورت وقت الرومان تتربع حاليا على مساحة 25 هكتار، كانت مقرا لأول جامعة في أفريقيا تحت حكم سيفاكس (220 - 230 ق.م)، تعززت قوتها بدخول البزنطيين الذين زادو أهميتها في المنطقة.

## تاريخ
أشتهرت بأنها بلدة أمازيغية شهدت ميلاد القديس أوغسطين أحد الآباء المؤسسين الأربع للكنيسة،
تعرف قديما بمادور (بالفرنسية: Madaure) وباللغة الأمازيغية : ⵎⴰⴷⵓⵔ حسب المؤرخ البكري كانت تسمى تاماديت وهي مدينة أثرية، يطلق عليها مادور أو مادوريوس، يعود تأسيسها لعام 75 قبل الميلاد في عهد الإمبراطور الروماني فسبازيان، عرفت هذه المنطقة بأزدهارها الثقافي والاقتصادي، وبحقول الحبوب والزيتون.في مرحلة ما عرفت مادور فترة ذهبية في المجال العلمي بفضل الجامعة المعروفة بإدارة في عام 534.

إجتاحها البيزنطيون وغيروا في ملامح مادور بإضافة قلعة في وسط الساحة العامة على أنقاض المدينة النوميدية.

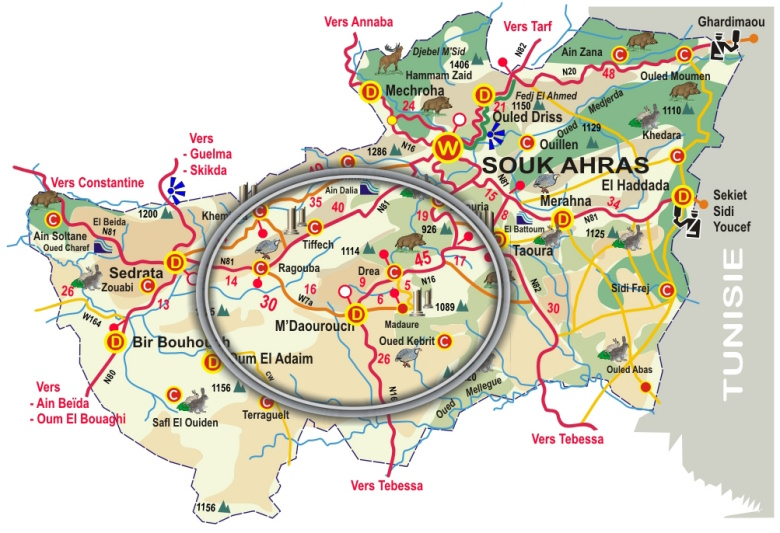
موقع مادور على الخريطة السياحية

هي أيضا مسقط رأس لوكيوس أبوليوس، أول روائي في التاريخ، أرتاد جامعتها الطلاب في شتى الفنون الحرة السبعة منهم النحوي ماكسيموس، وكشفت التنقيبات الأخيرة عن بقايا كنائس ماتزال موجودة وصارت محجا لأتباع القديس أوغسطين،
مسقط رأس بشير حليمي من بين الذين طورو الكتابة بالعربية في الأنظمة المعلوماتية الحديثة وأختار الطاهر وطار العيش فيها لمدة من الزمن.
المدينة الأثرية«مادور» أو (مداوروش) الواقعة على بعد 45 كلم جنوب سوق أهراس، ويرّجح علماء الآثار بأن أصل تسمية مداوروش نوميديا، وفضل الرومان عدم الابتعاد عن هذا الاسم وأطلقوا عليها «مادوروس» و«مادوريس» وهو ما يعني الرطوبة والنداوة باللغة لاتينية، في حين ظهرت في أشهر روايات أول روائي في تاريخ الإنسانية لوكيوس أبوليوس «الحمار الذهبي» بتسمية «مداور»، أما في الفترة الإسلامية فقد عرفت تحت أسم تماديت.
من بين الآثار المهمة المختفية أيضا من مادور والموجودة بالمتاحف الفرنسية، (التمثال البرونزي) الضخم الذي كان بالميدان العمومي الروماني، والذي يجسد صورة فارس على متن عربة، بالإضافة للعديد من القطع النقدية القديمة المكتشفة خلال التنقيبات،
لأن المنطقة كانت معزولة وكان يعرفها بعض الفرنسيين فقط من بينهم بارتيز، الذي بنى نزلا أو بيت ضيافة على أنقاض معبد روماني، وقد حوّل اليوم إلى مركز بحثي، لمواصلة البحوث التي خلفها ستيفن آكصيل، والمركزة على الفترة الرومانية.
الساحة العمومية بمساحتها التي تصل إلى 923 مترا مربعا وكذا المسرح الذي يعد أصغر مسرح روماني بكامل الإمبراطورية الرومانية من الشرق إلى الغرب والذي يسع 1200متفرج، وبه 3 مداخل وأسسه غابينيس الذي خصص له مبلغ 356 ألف «إسلستس» (عملة رومانية)، أمتنانا وعرفانا لأهل المدينة الذين صوّتوا له لتقلد منصب رئيس بلدية.

## زراعة الزيتون
مدينة الزيتون التي لم يبق لأشجارها أثر
تعد مادور المدينة الأثرية الوحيدة التي أكتشفت بها معاصر الزيتون، ويبلغ عددها 22 معصرة أثرية قديمة، وهو ما يؤكد أشتهار المنطقة بأشجار الزيتون وصناعة زيت الزيتون، كما يؤكد المؤرخون بأن المنطقة كانت تحصي أكثر من 25 ألف هكتار كانت مخصصة لأشجار الزيتون، التي لم يبق لها أثر، وثمة من يقول بأنها حرقت إبان الحربين العالميتين الأولى والثانية، وهناك من يرجح أن تكون سياسة الأرض المحروقة، إبان الاستعمار الفرنسي وراء ختفائها،

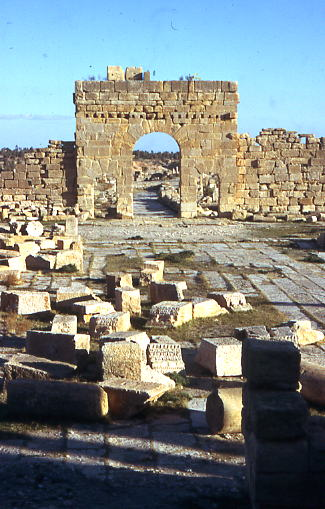
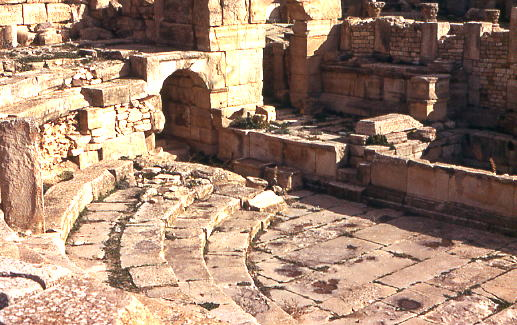
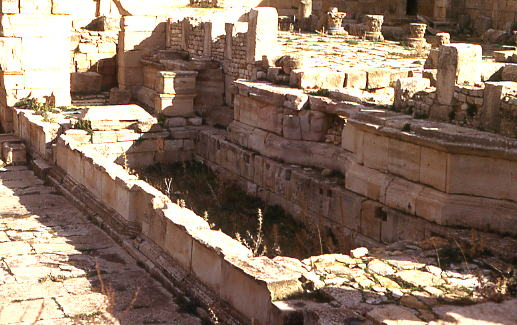
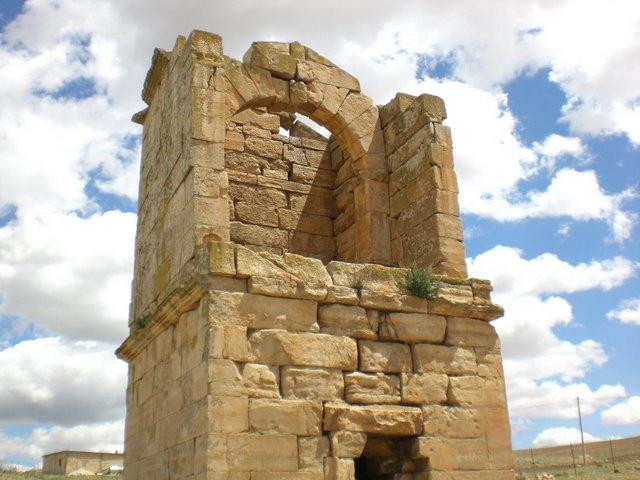
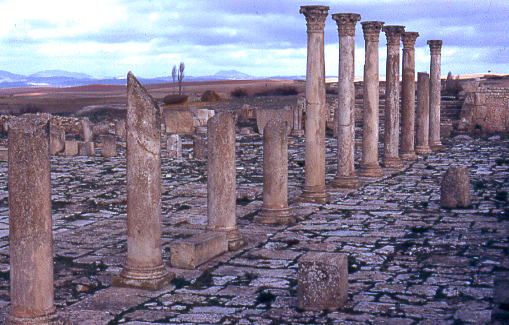
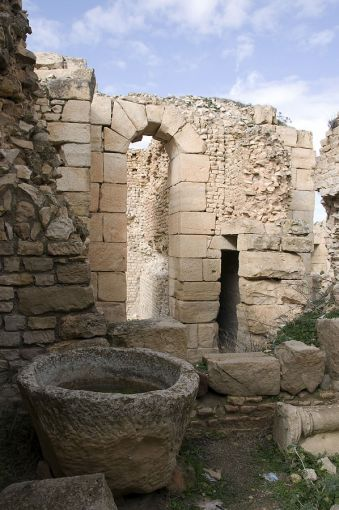
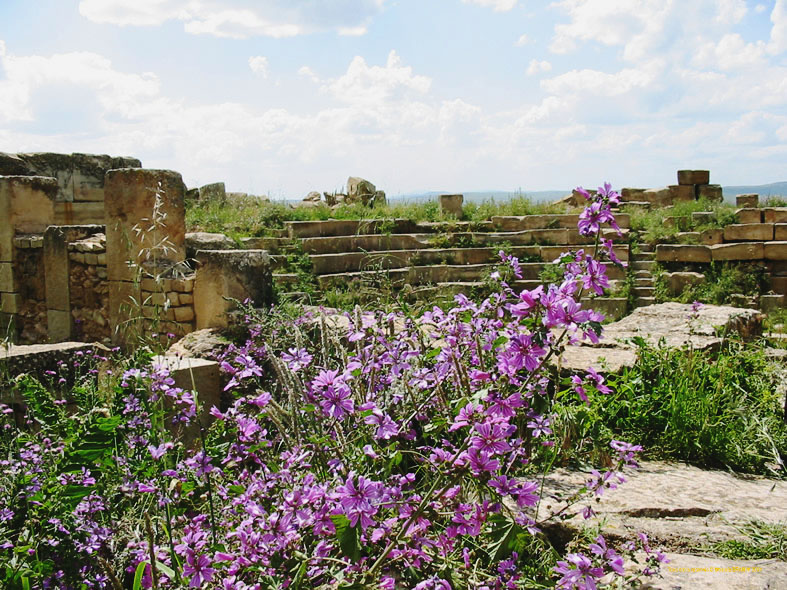
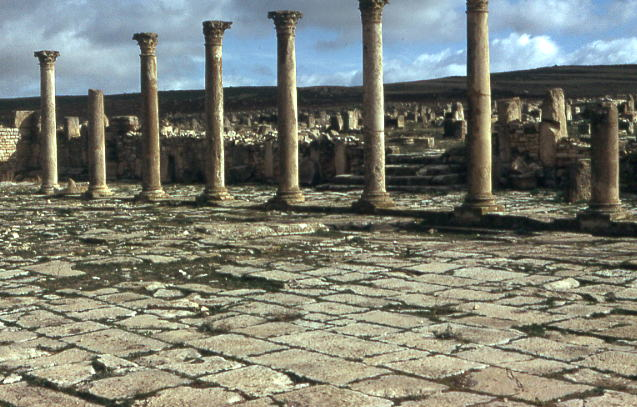

## أعلام مادور
- مارتيانوس كابيلا كاتب لاتيني،

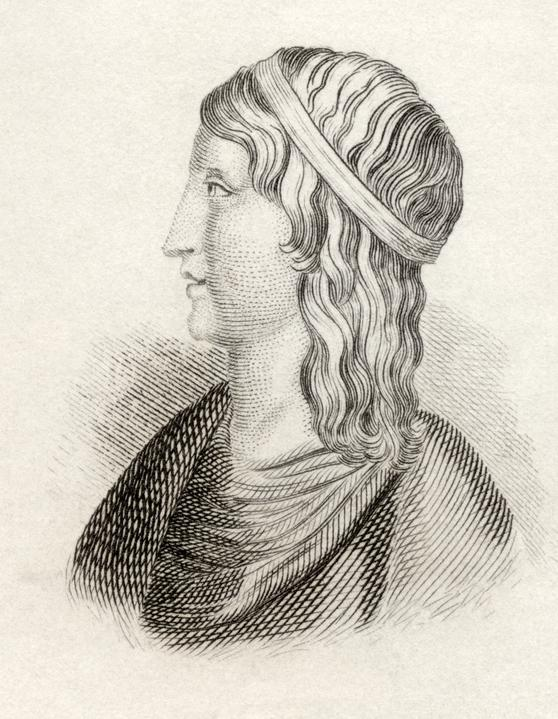
لوكيوس أبوليوس

- لوكيوس أبوليوس المادوري كاتب، فيلسوف وروائي كاتب أول رواية في التاريخ الحمار الذهبي
- الطاهر وطار كاتب.
- أوغوسطينوس لاهوتي.
- ماكسيم المداورشي نحوي.
- ماريوس فيكتورينوس فيلسوف.

## وصلات خارجية
- “مادور” (سوق أهراس) : المدينة الأثرية الشاهدة على تعاقب الحضارات بهذه المنطقة
- "مادور"منجبة العباقرة وحاضنة أول جامعة إفريقية